# Tarnawa Mała
Tarnawa Mała – wieś w Polsce położona w województwie lubelskim, w powiecie biłgorajskim, w gminie Turobin. Leży nad Porem, przy drodze wojewódzkiej nr 835.
W latach 1975–1998 miejscowość administracyjnie należała do województwa zamojskiego.
Wieś jest sołectwem w gminie Turobin. Według Narodowego Spisu Powszechnego z roku 2011 wieś liczyła 215 mieszkańców i była czternastą co do liczby ludności miejscowością gminy.